# Apjohnit
Apjohnit, apjonit, manganalaun – minerał należący do gromady siarczanów.

## Występowanie
Jest to bardzo rzadki minerał, wydobywany głównie z Alum Cave w Tenessee i Belagoa Bay w Tanzanii. Powstaje w wyniku wietrzenia, będąc produktem utleniania minerałów siarczkowych, zwykle pirytu i markasytu. Jest minerałem wtórnym. Czasem spotykany w kopalniach węgla.

## Właściwości i zastosowanie
Występuje w skupieniach zbitych, nerkowatych, groniastych, promienistych, skorupowych, czasem tworząc szczotki krystaliczne. Jest wyjątkowo delikatny i łatwo ulega zniszczeniu, stanowi cenny minerał w kolekcjach.